# František Tůma
Pour les articles homonymes, voir Tuma.
František Tůma, né à Kostelec nad Orlicí, près de Hradec Králové en Bohême, le 2 octobre 1704 et mort à Vienne d'une pneumonie le 3 février 1774, est un compositeur de musique baroque.

## Biographie
Né d'une famille de tradition musicale (son père était maître de chant et organiste), il fait ses études à Prague, au Clementinum, prestigieuse université jésuite où étudia, entre autres, Jan Dismas Zelenka. Il chante comme ténor à l'église de Saint-Jacques des Minorites sous la direction du compositeur, pédagogue et réputé maître de chapelle, Bohuslav Matěj Černohorský qui y exerce ses fonctions et enseigne le contrepoint.
Il aurait en 1723, à l'âge de 19 ans, tenu la partie de théorbe aux côtés du célèbre luthiste Sylvius Leopold Weiss et de son aîné, le violoniste Zelenka, à l'occasion de la représentation, à Prague, de l'opéra Costanza e fortezza, de Johann Joseph Fux, donné pour le comte Philippe Joseph Kinský, alors haut-chancelier de Bohême qui l'encourage à travailler le contrepoint avec Johann Joseph Fux.
Le comte Kinský le nomme maître de chapelle de sa propre cour, entraînant une longue amitié qui perdurera tout au long de leur vie. Le comte devient le parrain des trois enfants du compositeur et l'encourage, à la mort de Johann Cristoph Gayer en 1734, à déposer sa candidature en tant que maître de chapelle de la cathédrale Saint-Guy de Prague. Mais celle-ci arrive trop tard. Tůma reste donc au service des Kinský jusqu'à la mort du comte en 1741. En mars de cette même année, la veuve de Charles VI, Élisabeth-Christine, fonde sa propre chapelle musicale. Elle nomme Tůma à sa tête en lui attribuant un salaire de 800 ducats, pension qui augmentera à la mort de la veuve (1750).

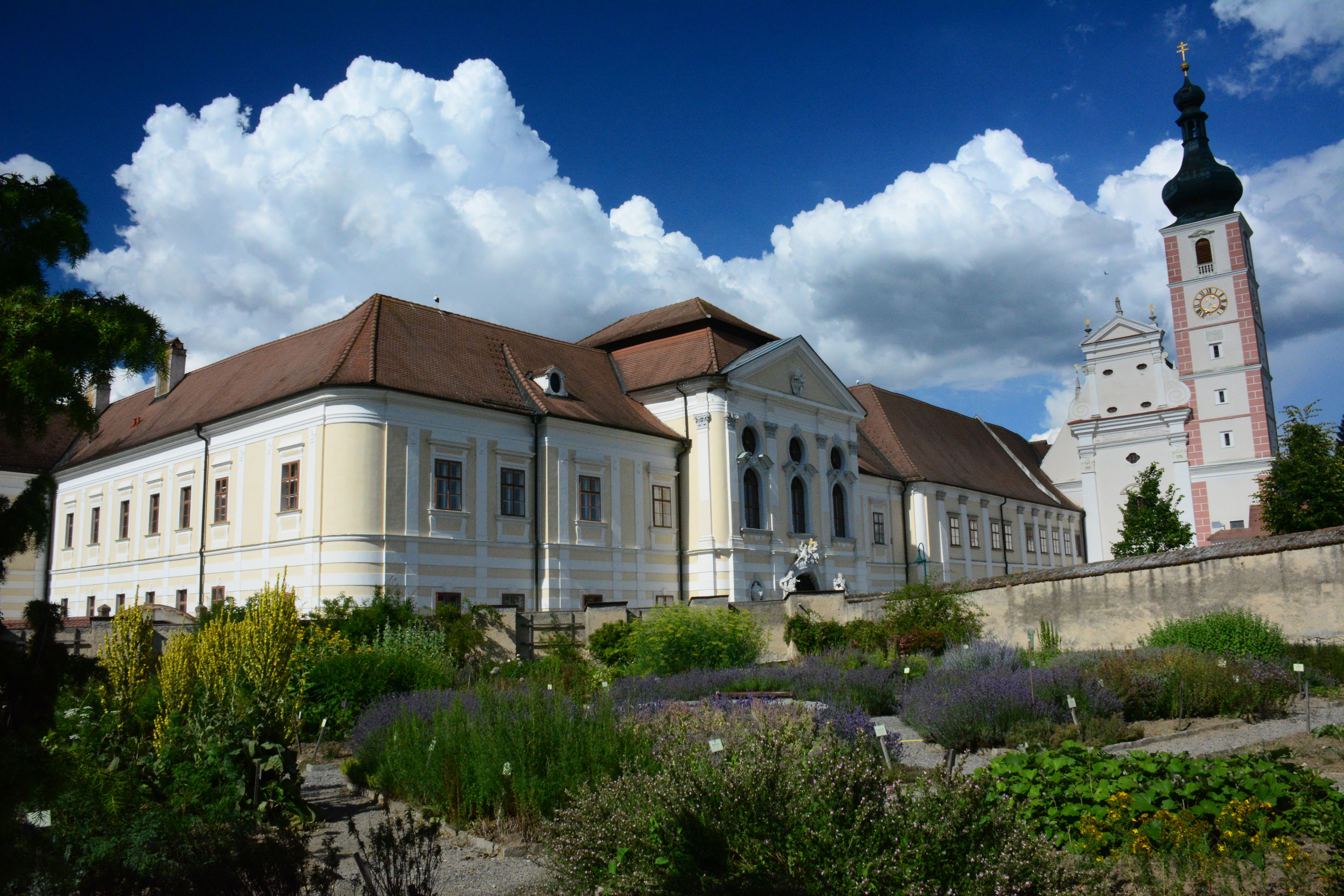
Monastère de Geras, où Tůma a passé la fin de sa vie.

Il se met ensuite en retrait, mais non sans activité, puis se retire en 1768 au monastère des Prémontrés de Geras (de) (Basse-Autriche). Il y forme des musiciens comme Thomas Frieberth. Après six ans, il revient à Vienne et s'installe chez les "Frères de la Charité", mais meurt peu après, en 1774.
Ses compositions (messes, motets, etc.) pour l'église, étaient très appréciées, mais n'ont jamais été publiées de son vivant. On remarque notamment un "Miserere" composé sur ordre de Marie-Thérèse d'Autriche et les Matines pour les défunts.

## Œuvre

### Compositions instrumentales
- 18 partita a 4 et a 3, dont celle a 4 en ré mineur et celle a 3 en do mineur
- 13 sinfonia a 4 et a 3, dont celle a 4 en si bémol majeur et celle a 3 en si bémol majeur
- 10 sonates a 3
- 5 sonates a 4, dont celles en ré mineur, mi mineur et la mineur
- La sonate en trio en do mineur
- La sonate pour deux violons, deux trombones et basse continuo en mi mineur

### Musique sacrée
- Environ 65 messes (au moins 6 étant d'authenticité douteuse)
- 25 motets, offertoires et graduels
- 20 litanies, dont la Lytaniae Lauretanae
- 13 antiennes mariales
- 8 hymnes, dont Inno per il festo di Santa Teresia
- 5 Stabat Mater
- 3 Magnificat
- 3 répons
- 3 Vesperea
- Lamentationes Jeremiae prophetae
- Te Deum
- Veni Sancte Spiritus

### Pièces pour orgue
- Trio en mi mineur
- Suite pour orgue
- Fugue pour orgue

## Discographie (sélection)
- Inno per il festo di Santa Teresia et Vesperae de la B.M.V., sur Cantate Ad Alto Solo, James Bowman, Ricercar Consort ; Ricercar (1991)
- Partite, Sonate e Sinfonie, Concerto Italiano, dir. Rinaldo Alessandrini ; Naïve (2008)
- La sonate pour deux violons, deux trombones et basse continuo en mi mineur sur Fede a Amor, Alex Potter, Catherine Motuz, Simen Van Mechelen, La Fontaine ; Ramée (2013)